# CERT-UA
Команда реагування на комп'ютерні надзвичайні події України (англ. Computer Emergency Response Team of Ukraine, абр. CERT-UA) — спеціалізований структурний підрозділ Державного центру кіберзахисту Державної служби спеціального зв'язку та захисту інформації України.

## Історія
Підрозділ заснований у 2007 році. У 2009 році підрозділ був акредитований у Форумі команд реагування на інциденти інформаційної безпеки. З 2012 — член IMPACT. З 2014 року ведеться робота щодо інтеграції у проєкт HoneyNet Project.

## Завдання
Метою діяльності CERT-UA є забезпечення захисту державних інформаційних ресурсів та інформаційних і телекомунікаційних систем від несанкціонованого доступу, неправомірного використання, а також порушень їх конфіденційності, цілісності та доступності.
Завданнями урядової команди реагування на комп’ютерні надзвичайні події України CERT-UA українським законодавством визначено:
1. збір та аналіз даних про кіберінциденти, ведення державного реєстру кіберінцидентів;
2. практична допомога власникам об’єктів кіберзахисту з питань запобігання, виявлення та усунення наслідків кіберінцидентів щодо цих об’єктів;
3. проведення практичних семінарів з питань кіберзахисту;
4. підготовка офіційних рекомендацій щодо протидії сучасним видам кібератак та кіберзагроз, які розміщуються на вебсайті CERT-UA;
5. взаємодія з правоохоронними органами, своєчасне їх інформування про кібератаки;
6. взаємодія з іноземними та міжнародними організаціями з питань реагування на кіберінциденти, зокрема в рамках участі у Форумі команд реагування на інциденти безпеки (англ. Forum for Incident Response and Security Teams, FIRST);
7. взаємодія з іншими українськими командами реагування на комп’ютерні надзвичайні події; підприємствами та організаціями, які забезпечують безпеку кіберпростору;
8. аналіз інформації громадян про кіберінциденти щодо об’єктів кіберзахисту;
9. сприяння органам державної влади, військовим формуванням, підприємствам, установам та організаціям, громадянам України у розв'язанні питань кіберзахисту та протидії кіберзагрозам[2].

## Правовий статус
Діяльність CERT-UA передбачена Законом України «Про Державну службу спеціального зв'язку та захисту інформації», Законом України «Про телекомунікації», Законом України «Про основні засади забезпечення кібербезпеки України» та відповідними підзаконними актами.

## Відомі операції
В 2014 році, під час дочасних Президентських виборів в Україні спеціалістами CERT-UA було знешкоджено хакерські атаки на автоматизовану систему «Вибори».
У червні 2017 року, команда CERT-UA, разом з фахівцями Кіберполіції, СБ України, разом з фахівцями з приватних компаній та іноземними партнерами брали участь в протидії та ліквідації наслідків масштабних хакерських атак проти України.
На початку 2023 року, урядова команда реагування на комп’ютерні надзвичайні події України CERT-UA дослідила кібератаку, імовірно асоційовану з угрупуванням Sandworm. Для виведення з ладу серверного обладнання, автоматизованих робочих місць користувачів та систем зберігання даних зловмисники використали у тому числі і легітимне програмне забезпечення, а саме файловий архіватор WinRAR. Отримавши несанкціонований доступ до інформаційно-комунікаційної системи об’єкту атаки, для виведення з ладу ПК, що функціонують під управлінням операційної системи Windows, було застосовано RoarBat – BAT-скрипт. Скрипт здійснював рекурсивний пошук файлів за визначеним переліком розширень для їх подальшого архівування за допомогою легітимної програми WinRAR з опцією «-df». Ця опція передбачає видалення вихідного файлу та подальше видалення створених архівів. Запуск згаданого скрипту здійснювався за допомогою запланованого завдання, яке, за попередньою інформацією, було створено та централізовано розповсюджено засобами групової політики (GPO).